# Jadrolinija
Jadrolinija je hrvatska brodarska tvrtka osnovana u Rijeci 20. siječnja 1947. godine. Najveći je putnički brodar u Hrvatskoj. Održava linije s gotovo svim hrvatskim otocima te nekim lukama u Italiji.

## Povijest

### Od osnutka do Drugog svjetskog rata
Godine 1922., na poticaj države te kao uvjet za dobivanje subvencije, parobrodarska društva Jadranska plovidba (Sušak), Dioničko parobrodarsko društvo Oceania (Trst), Austro-Hrvatsko parobrodarsko društvo na dionice (Punat), Obalna paroplovitba društvo s.o.j. (Dubrovnik), Parobrodarsko društvo na dionice (Split) i Hrvatsko parobrodarsko društvo na dionice (Senj) udružila su se u Jadransku plovidbu d.d. u Sušaku. Novo poduzeće tada je imalo 79 brodova, a 17 godina kasnije, 1939. godine, 55 brodova. I nakon spajanja plovidbeni se red sporo uspostavljao jer je dio obale još uvijek bio pod okupacijom Italije. Tako ni 1923. godine parobrodi ne odlaze iz Sušaka, nego iz Bakra koji je preko Škrljeva bio povezan željeznicom sa Zagrebom. 
Iz Bakra su 1. lipnja 1923. godine uspostavljene prve redovite brodske pruge, a od 1924. godine promet na hrvatskom dijelu Jadrana podijeljen je na četiri okružja: Sušačko, Šibensko, Splitsko i Dubrovačko. Iz Bakra su kretale i dvije brze pruge za Dalmaciju: Bakar – Kotor i Bakar – Metković koje su prometovale dvaput na tjedan. Nakon 1924. godine Jadranska plovidba uvela je i četiri uzduž obalne tjedne pruge namijenjene pretežito turistima koji su se nakon prvog svjetskog rata počeli vraćati na Jadran: Sušak – Kotor, Sušak – Metković, Split – Dubrovnik i putničko teretna pruga Sušak – Kotor. Izvan države parobrodi su prometovali na prugama: Sušak – Patras (jednom tjedno), Sušak – Trst – Pirej – Solun (dvaput na tjedan) i Metković – Trst (jednom na tjedan).

### Drugi svjetski rat
Pokušavajući preduhitriti nepovoljne posljedice koje bi rat, što je već počeo u Europi, mogao prouzročiti trgovačkoj floti, Savez pomorskih brodovlasnika Kraljevine Jugoslavije uputio je predstavku General Štabu, u kojoj je tražio da se putnički obalni brodovi sklone na sigurno mjesto u inozemstvo. Napravljen je popis od 58 brodova "koji nisu uzeti u kombinaciju za vojne svrhe", te su se mogli povući u Egejsko more. 
No umiješala se Dubrovačka plovidba tražeći to isto za svoj brod Kralj Aleksandar 1. Zbog toga novog traženja, 9. lipnja 1940. godine uslijedila je zabrana odlaska "pa su ti parobrodi bili povučeni i nakon toga ostali raspremljeni u domaćim lukama". 
Usprkos velikim teškoćama prouzročenim ratom, parobrodi Jadranske plovidbe Predsjednik Kopajtić i Srbin održavali su, sve do napada na Jugoslaviju, redovne linije između naših, talijanskih, albanskih, grčkih i crnomorskih luka. Uz opasnosti koje su prijetile od podmornica, ratnih zrakoplova i podmorskih mina, ti su brodovi često presretani i zaustavljani, a znalo se dogoditi da ih se odvelo i na Maltu pod sumnjom ratnog šverca. Ostanak u hrvatskim lukama bio je koban za parobrode, Karadorđa i Prestolonaslednika Petra, koji su 2. travnja 1941. godine, dakle prije napada na Jugoslaviju, naišli na mine i potonuli kod otoka Zlarina. Do njihova je potapanja došlo zbog toga "što nisu bili obaviješteni o položenim minama". Nakon tih nesreća do kojih je došlo nemarom, uslijedio je zločin: kapetani potopljenih brodova Tonković i Grdaković bili su otrovani u Hotelu Ambasador u Splitu, i ujutro 6. travnja 1941. godine nađeni su mrtvi u blizini mora. 
U to vrijeme ostali brodovi Jadranske plovidbe, koji su se nalazili u sušačkoj luci i po mnogim uvalama Hrvatskoga primorja, bili su evakuirani u uvalu Šilo na otoku Krku. Tu su se našli parobrodi Zagreb, Beograd, Topola, Knin, Lav, Slavija i Triglav. Njima su noću 5. travnja otvoreni podvodni ventili, te su sljedećeg dana legli na plitko dno. Do takve je naredbe Pomorske obalne komande sektora Selce došlo zbog pomutnje nastale brzim razvojem ratnih prilika. Uslijedio je rat i talijanska okupacija hrvatske obale. 
Jadranska plovidba obavljala je, kao i ostali brodari obalne linijske plovidbe, redovit promet na Jadranu, s time da je samo taj sušački brodar održavao uzduž obalne pruge. U međuvremenu su stradavali brodovi. Dana 20. srpnja 1942. godine, partizani su kod Živogošća potopili parobrod Vis, a iste su godine u stranim vodama stradali Predsjednik Kopajtić i Neretva. Prvi je 21. rujna torpediran na ušću Orinoca, drugi 19. prosinca pod talijanskom zastavom kod Capo de St. Vito u Italiji. 
Do kapitulacije Italije 9. rujna 1943. godine Jadranska je plovidba u stranim vodama izgubila šest brodova. U trenutku kapitulacije Italije, dio brodova koji su plovili pod talijanskom zastavom, prešao je saveznicima u Italiji, dio partizanima, a dio je bio potopljen u ratnim operacijama. Porazom Italije i njezinim izbacivanjem iz rata, na oslobođenom je teritoriju sjevernog Jadrana utemeljena Komanda mornarice za Hrvatsko primorje i Istru u Crikvenici, a u njoj posebno Saobraćajno odjeljenje ovlašteno za pomorsku upravnu službu i za sve postojeće jedinice trgovačke mornarice. Raspoloživi brodovi upotrebljavali su se za ratne svrhe (prijevoz trupa i materijala) i za opskrbu stanovništva, a djelomično i za obavljanje putničkog prometa između Crikvenice i obližnjih otoka oslobođenih od Talijana. 
Utemeljenjem Komande mornarice u Splitu u listopadu 1943. godine, bili su osnovani posebni sektori u sklopu kojih su bila organizirana posebna prometna odjeljenja, mjerodavna ne samo za pomorsku službu, nego i za eksploataciju brodova. Ti su sektori bili ukinuti potkraj 1944. godine kada su osnovane pomorske zone s istom kompetencijom u odnosu na trgovačku mornaricu. Pomorsko upravna služba i iskorištavanje brodova ostale su u djelokrugu ratne mornarice do kraja rata. Odlaskom iz Splita pred Nijemcima 25. rujna 1943. godine, novo uspostavljene se pomorske institucije novih vlasti najprije povlače na Hvar, da bi se uskoro smjestile na otoku Visu. 
Oslobađanjem Beograda, na jesen 1944. godine, tamo je osnovan Odsjek za pomorstvo sa zadaćom prikupljanja podataka o stanju trgovačke mornarice, dok je za eksploataciju brodova i dalje mjerodavna Ratna mornarica. Poslije je u Beogradu utemeljena Glavna uprava pomorstva, koja je 1. veljače 1946. godine prerasla u Ministarstvo pomorstva FNRJ, u čije su područje rada prešli svi poslovi pomorstva. 
Od kapitulacije Italije do kraja 1943. godine Jadranska plovidba izgubila je mnoge brodove, medu kojima: Baiamonti (Sarajevo), Salonu, (Hercegovinu), Angelo Paolucci (Senj), Curzolu (Lav). Sljedeće je ratne godine sušački brodar obalne plovidbe izgubio još četiri broda: Dravu 30. siječnja 1944. godine u Tirenskome moru, Soču 7. travnja kod Venecije, Sušak kod Trsta i Triglav kod Tag Hamenta. I u zadnjoj ratnoj godini Jadranska je plovidba izgubila jedan brod. Bio je to parobrod Trogir koji je stradao 3. ožujka 1945. godine kod Tagliamenta u Italiji. 
Jadranska plovidba d.d. iz Sušaka izgubila je tijekom Drugoga svjetskog rata 41 brod s ukupno 18.638 BRT, te je kraj rata dočekala sa svega 13 brodova od ukupno 4.587 BRT. Medu njima najpoznatiji je parobrod Bakar koji je za vrijeme talijanske okupacije obavljao promet između Splita, Visa i Lastova, a koji je u rasulu talijanske okupatorske vojske ostao napušten u splitskoj luci, da bi ga 13. rujna 1943. preuzeli partizani u čijim je rukama ostao do kraja rata. Bio je to prvi brod koji je pod zastavom nove države uplovio u strane vode i uspostavio vezu sa Saveznicima.

### Od Drugog svjetskog rata do Domovinskog rata
Uredbom Vlade FNRJ 20. siječnja 1947. godine, osnovana su četiri pomorska poduzeća među kojima je Jadranska linijska plovidba (Jadrolinija) kojoj je dodijeljen 41 brod, ali većinu je trebalo izvaditi iz mora i/ili osposobiti za plovidbu. Od preuzetih brodova, za plovidbu su bili sposobni 27 parobroda i 2 motorna broda i to: Bakar, Bar, Brač, Budva, Cres, Gradac, Knin, Kostrena, Kotor, Krk, Kupari, Labin, Lapad, Makarska, Pašman, Pelješac, Perast, Podhum, Polače, Rab, Rečina, Rovinj, Srbin, Starigrad, Ston, Šipan, Trogir, Ugljan i Ulcinj. 
Krajem 1947. u sastavu flote bilo je 40 brodova (ali nisu svi plovili) od čega 34 predratna parobroda. Te godine najveći brod iz flote Srbin kod mjesta Glavotok (otok Krk) nailazi na podvodnu minu. Tada je poginuo zapovjednik Gligo Setenčić i dvadeset članova posade. Godinama su se pomorci Jadrolinije s poštovanjem sjećali svojih pomoraca i na spomen obilježje polagali vijenac, ali u posljednje vrijeme zbog imena broda običaj je prekinut. 
Do 1950. osposobljeni su brodovi: Cavtat, Istra (prije Split), Opatija-Vida (prije Triglav), Poreč (prije Učka), Hercegovina, Dalmacija (prije Zagreb), Vrbnik (prije Vila), Senj i Sinj (prije Sarajevo). Dio brodova koji su izvađeni iz mora i/ili obnovljeni odmah su i rashodovani tako da nisu plovili u sastavu Jadrolinije. 
Jadrolinija je uvijek bila spremna za novine u pomorstvu pa tako napušta zastarjela gledišta glede parobroda (pogona na ugljen) i tijekom obnove brodova prelazi postupno na lož–ulje. Među prvima su preuređeni brodovi Dalmacija (prije Zagreb), Partizanka (prije Prestolonasljednik Petar), Sinj (prije Sarajevo), Kotor, Lastovo (prije Beograd), Proleterka (prije Karađorđe), Pag (prije Brasso) i Istra (prije Split). Obnova flote preuređenjima trajala je do 1955. godine iako 1951. godine započinje obnova flote gradnjom novih brodova u domaćim brodogradilištima. Tada je prosječna starost 41 broda bila 43 godine i 10.665 BRT, kapaciteta 11.148 putnika i 2.405 tona tereta. Svi obnovljeni parobrodi bili su željezni, a motorni isključivo drveni. Za lokalni promet grade se novi brodovi, a za duž obalni promet koriste se obnovljeni zbog skupe gradnje. 
Godine 1948. u pulskom brodogradilištu Uljanik naručeno je 6 brodova dorađene verzije putničkih motornih brodova "Abbazia" i "Laurana". Tako su od 1952. do 1954. zaplovili brodovi Vladimir Nazor, Njegoš, Aleksa Šantić, Ivan Cankar, Vuk Karadžić i Kosta Racin. Ovi brodovi znače novi početak u putničkom brodovlju na Jadranu. Bili su to prvi željezni brodovi na motorni pogon. Nedostatak tih brodova bio je taj da su bili namijenjeni isključivo prijevozu putnika što nije odgovaralo otočnom stanovništvu. Tako je ponovno u Uljaniku pokrenuta gradnja novog tipa brodova koji su mogli prevesti 500 putnika i 25 tona tereta. To su bili motorni brodovi Osijek, Maribor, Mostar i Novi Sad koji su isporučeni 1955. godine. Tijekom gradnje došlo je do promjene tako da je dio prostora predviđenog za zadržavanje putnika preuređen u kabine s 44 kreveta. Iz brodogradilišta u Splitu 1955. godine isporučeni su klasični motorni putničko-teretni brodovi Ohrid (kasnije Tijat), Karlovac i Valjevo (kasnije Ozalj) kapaciteta 350 putnika i 11 tona tereta. 
Od samog početka Jadrolinija ima konkurenciju u lokalnim brodarskim poduzećima koji osim tereta prevoze putnike i to : Obalna plovidba Rijeka, Kvarnerska plovidba Rijeka, Obalna plovidba Zadar, Brodarsko poduzeće Dupin Šibenik, Brodarsko transportno poduzeće Dubrovnik, Brodarsko poduzeće Lovćen Kotor i mnoga druga koja se povremeno uključuju u promet. Nakon što su prestala prevoziti putnike ta su poduzeća uglavnom brodove prepustila Jadroliniji.
Desetak godina iza rata sve više se osjeća potreba za većim brodovima u duž obalnom prometu. Pod teretom turizma i nedovršenja "magistrale" obnovljeni brodovi Dalmacija, Partizanka i Proleterka ne zadovoljavaju kapacitetom. Tako se 1956. gradi JUGOSLAVIJA, 1957. JADRAN i 1958. JEDINSTVO kojim započinje era kružnih putovanja. Godine 1957. iz brodogradilišta također stižu : TAKOVO/ kasnije ILOK/, TROGIR i TUZLA / kasnije PREMUDA/. Motorni brodovi za 450 putnika i 20 tona tereta. Vođeni predratnim iskustvom putničko – teretne pruge za Grčku (Trst – Rijeka – Pirej) ponovno se uspostavlja s brodom JUGOSLAVIJA a kasnije obnovljenim LASTOVOM i ISTROM da bi se za nju naručili novi brodovi OPATIJA i OREBIĆ koji su izgrađeni1960. godine. Zaostajanje bivše države Jugoslavije u automobilizmu i tvrdoglavo kašnjenje u izgradnji i otvaranju duž obalne ceste presudno je utjecalo na razvoj putničke obalne flote. Tome u prilog idu i stajališta državnih tijela koja odobravaju isključivo izgradnju klasičnih putničkih brodova. Trajekti i prijevoz automobila postaju aktualani tek nakon završetka Jadranske ceste od Rijeke do Zadra 1958.godine. Prva trajektna linija na Jadranu otvorena je 1958. na pruzi Crikvenica – Šilo na kojoj plovi preuređeni drveni trajekt BODULKA u vlasništvu Kvarnerske plovidbe Rijeka koja nije putnički brodar ali ima brod. Druga trajektna linija otvorena je na pruzi Rabac – Cres s preuređenim trajektom VANGA Lošinjske plovidbe. Zatim slijede Korčula – Orebić koju otvara Poduzeće za ceste Dubrovnik i 1.06.1963. godine Jablanac – Rab koju otvara Lučko komunalno poduzeće iz Raba koje preuređuje ribarski brod ČUTIN u neku vrstu trajekta za liniju Jablanac – Rab da bi kasnije nabavom i preuređenjem dvotrupaca ovladali linijom i prerasli u poduzeće Rapska plovidba Rab okosnicom trajektnog prijevoza na relaciji Jablanac – Mišnjak. ( U dostupnim materijalima nema točnih podataka kad je započela voziti koja pruga stoga bi se moglo reći da one započinju od 1958 do 1963. ) Kasnije će se u slične poduhvate upuštati i drugi brodari kao Obalna plovidba Split, Mediteranska plovidba i Rapska plovidba, Rab. Od 1961. Jadrolinija preuzima linije i trajekte, prvo na liniji Crikvenica – Šilo a 1964 i Rabac – Cres a 1965. godine uvodi novu trajektnu liniju Črišnjevo – Voz ( ispod Krčkog mosta koja je najprihodovnija linija do njenog zatvaranja puštanjem mosta u promet ) s novo izgrađenim (1964 ) trajektom VOZ. Izradom Studije o prometnom povezivanju priobalnih otoka s kopnom a koju je 1965. godine prihvatilo Izvršno vijeće Sabora i koje je usvojilo Zakon o supstituciji nerentabilnih brodskih linija, stvorili su se uvjeti za izmjenom strukture brodovlja i ukupne reorganizacije sustava pomorskog putničkog prometa. Pojavom prvih iako preuređenih trajekata uspostavlja se novi tehnološki napredak u obalnom prometu. Brod postaje nastavak ceste odnosno "most" u povezivanju kopna i otoka. Zakonom o supstituciji tržišna ekonomija postaje izvorom za smanjenje "dotacije" a budući su trajektne pruge proglašene "rentabilnima" država dotira samo klasične prijeko potrebne pruge. U isto vrijeme u siromašnim republičkim i općinskim fondovima nema dovoljno novca za izgradnju novih trajektnih pristaništa. Puštanjem u promet Jadranske ceste od Rijeke do Dubrovnika Jadrolinija je već imala 9 trajekata za lokalne pruge s 1.278 BRT, kapaciteta 1360 putnika i 204 vozila i to : Bodulku, Vangu i Voz i šest dvotrupaca : BADIJA, BRAČ, KAČJAK, KLIMNO, LOŠINJ I SUPETA kupljene od Ratne Mornarice. U sezoni 1965. Jadroliniji je u Nizozemskoj isporučen novo sagrađen prvi "feribot" na hrvatskoj obali LIBURNIJA. Ima 3038 BRT, kapaciteta 700 putnika i 120 vozila. Putnici imaju na raspolaganju 200 kreveta uz mogućnost korištenja avio-ležaja. U vrijeme uvođenja novih tehnologija povlače se iz prometa stari i dotrajali brodovi. U isto vrijeme gase se ostali brodari iz lokalnog prometa iako se javljaju novi kao Splošna plovidba Piran (SLO) i Tankerska plovidba Zadar koji posjeduju turističko brodovlje i u trajektnom prometu. – Obalna plovidba Split kupuje polovne trajekte ERO ( izgrađen 1931.) i LODU i SLAVENA ( izgrađeni 1960.) svaki kapaciteta do 250 putnika i 30 vozila. Kasnije rekonstuiran brod ZVONČAC za prijevoz 59 putnika i 8 vozila. – Lošinjska plovidba 1968. u Grčkoj kupuje polovni trajekt CRESANKU koju još tijekom pregovora o kupnji prepušta Jadroliniji. Taj brod je preteča polovnim i novim trajektima tipa PELJEŠČANKA koji mogu prevesti 200 putnika i 28 – 34 vozila. – 1968 Lošinjska plovidba kupuje polovni feribot MARINU ( izgrađenu 1936) koja još uvijek plodi pod istim vlasnikom. – 1971. Mediteranska plovidba nabavlja polovni trajekt ZAMOŠĆE i povezuje uz Jadroliniju Korčulu i Orebić. U to vrijeme Jadrolinija organizira trajektni promet uz već nabrojane trajekte i novo kupljenim BLACE također od RM. U grčkoj kupuje HVARANKU i BRAČANKU. 1969 kupuje prvi nordijski trajekt BRESTOVU, sagrađenu 1948. kapaciteta 200 putnika i 20 vozila preteče novog tipa trajekta s dvije rampe za ukrcaj vozila. 1969. gradi se novi trajekt tipa Cresanka LOŠINJANKA koji nije najsretnije rješenje zbog jedne rampe ali još uvijek vozi. Cijena izgradnje bila je relativno pristupačna a mali gaz omogućavao je pristajanje u svim tadašnji trajektnim lukama (desantni brod). Jadrolinija gradi i posljednju seriju klasičnih brodova PERAST ( oštećen u Domovinskom ratu), POROZINU, POSTIRU ( koja još vozi ) i PUNAT. Ti brodovi mogu primiti 450 putnika i 30 tona tereta i koncepcijski su vjerojatno najbolji brodovi klasičnog prometa ikad sagrađeni za Jadroliniju. Jadrolinija 1961. godine nabavlja prvi hidro krilni brod VIHOR koji se je pokazao neuspjehom i za kratko vrijeme prodan. Pod pritiskom javnosti ( koja često ima visok pritisak na Jadroliniju ) Jadrolinija je zaokupljena hidro krilcima koji su i u svijetu novina opterećena mnogim "dječjim bolestima" a kako pruge koje pokrivaju nisu dotirane Jadrolinija od njih odustaje i okreće se trajektnom povezivanju. Druga poduzeća nabavljaju hidro krilce koji služe u turističke svrhe i ne plove cijeli dio godine kad su nepovoljni vremenski uvjeti. U pulskom brodogradilištu Uljanik Jadrolinija gradi DALMACIJU i ISTRU predviđene za prugu Jadran – Bliski istok. Novina u prijevozu putnika i roba prisilila je da se 1968/69. pristupi potpunoj rekonstrukciji brodova te se pretvore isključivo u putničke brodove s po 316 kabina i ubuduće služe samo za kružna putovanja. U isto vrijeme 1967/68 prodaju se Opatija i Orebić zbog zatvaranja putničko teretne linije za Grčku a uvode se teretni brodovi LASTOVO I OREBIĆ. Šezdesetih godina dolazi do povlačenja iz prometa cijele predratne flote parnih brodova. Tako koncem desetljeća Jadrolinija ima 45 brodova s 33.750 BRT, kapaciteta 16.958 putnika i 2.944 tona tereta i 470 vozila. I što je posebno važno imala starost od 8,6 godina starosti što je najmlađa flota koju je Jadrolinija imala u svojoj povijesti. Valja reći da je imala 5 klasičnih brodova i jedan feribot prosječne starosti 6 godina za međunarodni promet. Za lokalni promet imala je 23 broda prosječne starosti 13,5 godina i 14 trajekata kapaciteta 2.530 putnika i 358 vozila prosječne starosti 8,1 godina. Preostala dva teretna broda imala se 2.496 BRT i starosti od 10,3 godine. Uz 14 Jadrolinijinih trajekata obalu s otocima povezuje još osam trajekata i to : Obalna plovidba, Split – 4 trajekta, Lučko komunalno poduzeće Rab – 3 trajekta i Lošinjska plovidba – 1 feribot. Svi ti trajekti su prilično neujednačenih karakteristika; 4 trajekta su preuređeni drveni brodovi, 8 polovnih dvo trupaca, 7 rabljenih i 1 novo nabavljeni u inozemstvu i samo 2 novogradnje. Dva teretna broda Jadrolinije prodaju se Obalnoj plovidbi iz Splita u zamjenu za njena 4 trajekta. Kao zamjenu svojim prodanim teretnim brodovima Jadrolinija kupuje BRADSTVO i SLOBODU, a 1974. kupuje još dva LUN i RAD. Teretna flota je rashodovana 1977/78. godine. Razdoblje sedamdesetih označeno je rashodom čitavog niza brodova izgrađenih nakon Drugog svjetskog rata.1966. prodani su Maribor i Mostar; 1971. Jugoslavija i Aleksa Šantić; 1972. Novi Sad, Vladimir Nazor ( brod plovi pod imenom POREČ i zadnji valasnik Creska plovidba, Cres); 1973 Ivan Cankar, Kosta Racin i Kali (poklonjen Pomorskoj školi u Bakru i preimenovan u školski brod VILA VELEBITA); 1974. nakon pomorske tragedije povlači se Turanj; 1975. prodan je Jadran ( koji je u Kanadi preuređen u restoran ) a 1977. brod Jedinstvo se prodaje turističkom poduzeću Atlas i preimenuje u brod AMBASADOR koji nastavlja kružna putovanja; 1979. prodan je brod Osijek ( danas NINA ) i rashodovan trajekt veteran Bodulka. U isto vrijeme nastavlja se nabava polovnih brodova u inozemstvu.

### Jadrolinija u Domovinskome ratu
Na prvom mjestu bila je evakuacija građana iz ratom zahvaćenih područja. I iako intezitet rata nije bio na svim područjima jednak pomorski promet je bio pojačan i izložen posebnim naporima na svim područjima. U razdoblju 1991 do 1995. Jadrolinija je izgubila mnoge brodove ali nažalost i vrsne pomorce a zbog potreba stanovništva otvarala linije i tamo gdje je to bilo gotovo nemoguće.Slijede kronološki najvažniji trenuci u floti tijekom Domovinskog rata:
- 4.08.1991 m/t “KLIMNO” – otplovio za Novigrad gdje je služio za potrebe HV-a održava liniju Novigrad – Ribnica ( Kruševo )
- 11.09.1991. – trajekt pogođen projektilom, napušten i ostavljen u Novigradu
- 11.09.1991. – Zatvoren Maslenički most – žestoki napadi na Zadar i okolicu.
- 14.09.1991. – egzodus ljudi – građana Zadra i okolice prema Rijeci i otocima. Jedina veza s Dalmacijom preko Paškog mosta i linije Prizna – Žigljen. Trajekti voze 24 sata.
- 14.09.1991. – m/t“PELJEŠĆANKA” – sudjelovala u Pločama u napadu na MALE BARE. Brod ostao u blokadi i oštećen ali intervencijom pomoraca osposobljen za prugu.
- 17.09.1991. – I. POMORSKA BLOKADA – zabrana plovidbe užim dijelom Dubrovnika. Blokirana splitska luka s cijelim akvatorijem pred luku doplovile dvije raketne topovnjače. Pulu i Rijeku kontroliraju ratni brodovi i helikopteri.
- 18.09.1991. – ex. m/t “PARTIZANKA” ne uspijeva isploviti u redovnoj liniji iz Dubrovnika za Korčulu i Split
- od plovidbe za Dubrovnik odustao talijanski feribot “TIZIANO”
- 23.09.1991 – u luci Ploče (opća opasnost ) Tijekom akcije zarobljavanja oružja u luci Ploče SMRTNO stradao MATE TOMAŠ
- m/t “ŠOLTANKA” – sredinom mjeseca rujna prevozio topove iz ŠOLTE za SPLIT
- 24.09.1991. – m/t “GRADAC” Polagao mine ispred ratne luke LORA
- 1.10.1991. – m/t PELJEŠĆANKA” – izvlačenje naoružanja i minsko eksplozivnih sredstava iz skladišta u vojarni Ploče
- 1.10.1991. – m/b “PERAST” Pogođen i uništen – tri pomorca ( SRŠEN, MATIĆ, NODILO ) se smatraju nestalima – počinje potraga za njima. Upućuju se zahtjevi za pomoć u traženju Promatračima Europske zajednice, veleposlanstvu EZ u Zagrebu i Vladi RH.
- 3.10.1991. – II. POMORSKA BLOKADA – U Splitu Krizni štab izdaje naredbu da se na relaciji Rijeka – Split – Dubrovnik prevoze samo putnici i teretna vozila. Iz Splita dozvoljeno isplovljenje stranim brodovima i m/t “ BALKANIJI “ za Rijeku U Gradskoj luci ne pristaju VIS I B. KAŠIĆ, LIBURNIJA ostala u Hvaru. Od Makarske do Metkovića zabranjen promet vozilima. U Puli i Rijeci zabrana uplovljenja a dozvoljeno uplovljenje zatečenim stranim brodovima. Riječki zaljev pod kontrolom fregate. Trajekti na linijama Brestova – Porozina i Merag – Valbiska preko dana miruju ali voze noću bez navigacijskih svjetala.
- 3.10.1991. – Neprijateljski zrakoplovi iznad otoka Paga s namjerom da sruše Paški most i odsjeku Dalmaciju od sjevernog Jadrana.
- 3. – 10. 10.1991. – zračni napadi na Paški most. Uvodi se izvanredna linija Fortica – Miletići koju održavaju : m/t : VIRA, KAČJAK i BORIK
- 4.10.1991. – m/b “LARA” – napad na Zadar. Priskačući u pomoć ranjenom susjedu SMRTNO stradao zapovjednik VINKO ALIBAŠIĆ
- 4.10.1991. u 11,55 – Pogođen Paški most ali nije srušen
- 5.10.1991. – Proboj dijela posade m/b “Perast” do Dubrovnika kopnenim putem. O trojici pomoraca ( Sršen, Nodilo i Matić ) različite informacije. U više navrata neprijatelji izvlače brod iz luke Slano I na njemu vježbaju gađanje. Na njemu je izbio požar koji nitko nije gasio. Izrešetan I napušten nađen je kod otočića Mišnjak nedaleko Šipana.
- 6.10.1991. – m/t “BORIK” pogođen u zračnom napadu ispod Paškog mosta. Posada nasukala trajekt. Nakon nekoliko dana trajekt osposobljen za plovidbu. Povreda na radu kormilar Jure Budanović.
- 6.10.1991. – m/t “Sv. JURAJ” i “KAČJAK” gađani u zračnom napadu u luci PRIZNA Tom prilikom palo oko 12 raketa. Poginuo putnik koji je čekao na ukrcaj.
- 6.10.1991. – m/t “JAZINE” – Granatirana luka PREKO Posada napušta brod i traži sigurno sklonište na otoku tijekom zamračenja. SMRTNO stradao MILIĆ BOŽIDAR na kojeg je naletio automobil.
- 6.10.1991 – popodne raketirani trajekti Rapske plovidbe na liniji Jablanac – Mišnjak
- 7.10.1991. – Smrtno stradao pomorac DENIS ČIMIĆ koji se spasio s m/b”PERASTA” i priključio HV
- 10.10.1991. Iz blokirane pulske luke odlazi vojna oprema i časnici JNA. Pomorska blokada popušta. Nakon dugotrajnih pregovora HRM I VPO ratni brodovi JRM napustili pgallery>rostor ispred splitske luke. U Zadru brodovi plove prema svojim odredištima. Djelomično deblokada i u riječkom zaljevu.
- Na osnovi dogovora Kriznog štaba Brač i Komande vojno pomorske oblasti uz suglasnost Hrvatske ratne mornarice u supetarsku luku doplovio trajekt “Vladimir Nazor sa 170 putnika i 6 teretnih vozila koja su prevozila najnužnije artikle. Nekoliko milja prije luke ratni brod JNA zaustavio trajekt radi kontrole. U povratku trajektu dozvoljeno ukrcati samo jedno vozilo stranog putnika.
- 13.10.1991. – Iz okruženog Dubrovnika prema svijetu upućen apel za pomoć.
- 13.10. 1991. – prestaje druga blokada Jadrana
- 1.11.1991. – Vojne vlasti dopustile uplovljene humanitarne pomoći u Dubrovnik. Iz Dubrovnika mogu isploviti samo žene, djeca i bolesni. Jadrolinija uspostavlja svakodnevnu vezu Rijeka – Dubrovnik
- od 8.11. do 3.12.1991. – III BLOKADA JADRANA
- 8.11. 1991 – Jadrolinija morala obustaviti promet svih brodova U trenutku uvođenja blokade brodovi ILIRIJA I LIBURNIJA zatekli su se u Zelenici (YU) ali im je ipak odobreno da isplove za Korčulu.
- 8.11.1991. – m/t “BORIK” pogođen u zračnom napadu ispod Paškog mosta. Nakon nekoliko dana osposobljen za plovidbu.
- m/t “JAZINE” otpiljen jarbol u brodogradilištu da može prolazi ispod mosta u kanalu MALI ŽDRELAC.
- 8.11.1991. m/t “VIRA” pogođen u zračnom napadu ispod Paškog mosta. nakon nekoliko dana trajekt osposobljen za plovidbu
- 8. 10. i 11. 11.1991. – m/b “POSTIRA” U luci Gruž gađana projektilom. S velikim oštećenjem doplovila u Cres gdje je popravljena
- m/t “BADIJA” 2 puta probila blokadu Trstenik – Korčula
- 12.11.1991. – ratni brodovi JM pucaju i potapaju malteški trgovački brod sa 6 hrvatskih pomoraca na zapadnom dijelu otoka Šolte
- 15.11.1991 – m/t “V: NAZOR” pogođen u luci SPLIT. Poginuli upravitelj stroja DINKO MARAS i motorista JURE KALPIĆ, dvojica pomoraca ranjena.
- 15.11.1991. m/t B. KAŠIĆ” Oštećen prilikom napada na SPLIT
- m/t “SLAVEN” u napadu na Škabrnju smrtno stradao kuhar IVICA ŠEGARIĆ
- m/b “VALJEVO” i “OHRID” Uz sve blokade obavljaju redovni promet uplovljavajući u VODICE umjesto u Šibenik. Na m/b OHRID se pucalo za vrijeme blokade u Prvić Luci.
- m/t “BADIJA” iživljavanje neprijatelja na pruzi BIOGRAD – TKON.
- svi brodovi voze tijekom zamračenja bez navigacijskih svjetala
- 30.4.1992. m/b “PERAST” Međunarodni crveni križ proglašava nađenim tijela poginulih pomoraca u luci Ston, tri mjeseca kasnije omogućeno obiteljima da pokopaju umrle.
- od 11. do 22.10.1992. m/t “PELJEŠĆANKA” – Za potrebe oslobađanja Konavala 22.10.1992. oštećena u napadu.
- od 18.do 24.10.1992. m/t “BLACE” za potrebe HV plovila u Dubrovniku za oslobođenje Konavala
- od 22. do 24.10.1992. m/t “ŠOLTANKA” za potrebe HV plovila u Dubrovniku za potrebe oslobođenja Konavala
- 24.02.1993. m/t “SUPETAR” doplovio u NOVIGRADSKO ŽDRILO. Nakon što je Predsjednik Tuđman s njim preplovio Novsko ždrijelo I položio kamen temeljac novom Masleničkom mostu (30.1.1993.) trajekt je pogođen i onesposobljen za plovidbu.
- m/t “KAČJAK”24.02.1993. doplovio u NOVIGRADSKO ŽDRILO. Dana 25.2.1993. pogođen i onesposobljen za plovidbu.

Ovo je popis bio brodova koji su izravno ratno djelovali ili su bili izloženi izravnim napadima. Međutim i ostali brodovi Jadrolinije su probijali neprijateljske blokade, a često su bili provocirani oružanim putem od strane neprijatelja.

#### Brodovi brzih i međunarodnih linija
- 27.06.1991. MARKO POLO, BALKANIJA, ILIRIJA Sukob JNA sa Slovenskom teritorijalnom obranom. Evakuacija 10.000 stranaca s Jadrana, MARKO POLO u 3 plovidbe za Pulu i Trst prevezao preko 4.000 putnika i oko 1.000 vozila.
- koncem rujna 1991. Uvodi se svakodnevna veza Rijeka, Zadar, Split i Dubrovnik s 4 trajekta.
- m/t : LIBURNIJA, SLAVIJA I, ILIRIJA i ISTRA( ex. Balkanija ) u razdoblju od 26.10. do 30.12.1991. prilikom plovidbe u redovnim linijama za Dubrovnik pregledavani od strane JNA i skretani u ZELENIKU i BAR.
- 26.10.1991. m/t “SLAVIJA I ” Pucano na brod i pogođen kadet, oštećena lijeva strana broda od mitraljeske vatre. Puca se na brod kod svakog isplovljenja uz luke GRUŽ.
- 1.11.1991. ulazak humanitarnog konvoja u Dubrovnik.
- 5.11.1991 zračni napad na Rijeku
- od 13.11.1991. do 16.11.1991 šestodnevno putovanje Dubrovnik – Zelenika – Pula 4000 putnika. Zbog ratnih operacija ispred Splita plovilo se vanjskom stranom otoka Šolte. To je značilo napaćenim putnicima neprekidnu plovidbu otvorenim morem po jakom jugu. Brod može primiti maksimalno 1200 putnika i raspolaže s 247 postelje. Na brodu je bilo 298 ranjenika i bolesnika, od čega 63 nepokretna. Jedan od putnika (srčani bolesnik) je preminuo. Na brodu je bilo 20 rodilja od kojih su dvije rodile, tako je kod uplovljenja u Pulu broj putnika povećan za Hrvoja i Marija. Porod na brodu “spasa” imao je moralni poticaj među putnicima.
- 26.10.1991. isplovila na čelu konvoja za DUBROVNIK na brodu Mesić, Gregorić i mnoge osobe iz Vlade RH i javnog života. Probijena blokada i vraćena nada Dubrovčana da neće ostati zarobljeni. Putovanje koje je pratio svijet putem satelita.
- 22.9.1991. m/t “ILIRIJA”Nakon raketiranja motela “Zagreb” u Karlobagu nemoćne, starce i djecu evakuira za RAB
- 9.12.1991. m/t “LIBURNIJA” isplovila na čelu konvoja “LIBERTAS” za Dubrovnik i probila treću blokadu jadranskih luka puna hrane za Dubrovnik. Bila je zaustavljena u Korčuli dok je m/t “Ilirija” ipak proslijedila za Dubrovnik i donijela gladnim građanima humanitarnu pomoć.
- 11.11.1991. m/t “ISTRA”( ex. Balkanija ) započela iseljavati neprijateljsku vojsku iz RIJEKE za BAR. Nakon Rijeke nastavila iseljavati neprijateljsku vojsku iz SPLITA za BAR. Vrlo opasan i nezahvalan zadatak.
- m/t "Marina" (u najmu) Sudjeluje u evakuaciji djece iz Dubrovnika, s njom završili pregledi u Zelenici.

Agencije Jadrolinije rade za vrijeme trajanja opće opasnosti naročito u Dubrovniku, Splitu, Šibeniku, Zadru, Prizni i Žigljenu. U prva dva ratna mjeseca brodovima i trajektima Jadrolinije prevezeno preko 50.000 putnika. U sezoni 1993. zbog pojačane potrebe za duž obalni promet nabavlja se polovni feribot Tiziano koji je u rujnu 1991. zbog ratnih zbivanja morao prekinuti svoju plovidbu iz Italije prema Dubrovniku. Brod je preimenovan u IVAN ZAJC kapaciteta 910 putnika i 100 vozila. Prometni tokovi su se počeli iz temelja mijenjati nakon OLUJE i ponovnom uspostavom cestovnog pravca preko Maslenice. Uspoređujući promet na liniji Prizna – Žigljen na kojoj je 1992. prevezeno više vozila nego na svim ostalim linijama 1996. taj promet opada za 300% ( sa 691 000 na 202 000 ). Osim već nabrojenih pomoraca Jadrolinije koji su poginuli u napadima na obali preko osamdeset pomoraca Jadrolinije priključilo se dragovoljno u postrojbe HV. Na ratištima diljem hrvatske poginuli su : EMANUEL LADIŠIĆ, IVICA ANTONČIĆ i NEDELJKO MATANOVIĆ. Oštećeno je više plovnih jedinica ali su zauvijek izgubljeni Klimno, Supetar i Kačjak te brod Perast. Praksom dobrog domaćina Jadrolinija se pripremala za razdoblje konsolidacije te ga je spremno i dočekala. Rashodovani su stari trajekti ( 35,7 godina ) : Voz, Kačjak, Hvaranka, Cresanka, Brtestova, i Gradac. A nabavljeni : · OLEA dvotrupac – 218 putnika · LOVRIJENAC trajekt – 600 putnika i 65 vozila · NEHAJ trajekt – 600 putnika i 65 vozila · HANIBAL LUCIĆ trajekt – 360 putnika i 35 vozila

Neki brodovi Jadrolinije ponosno nose imena hrvatskih velikana:
- Tin Ujević – trajekt kapaciteta 200 automobila.
- Petar Hektorović – trajekt kapaciteta 120 automobila.
- Vladimir Nazor – trajekt kapaciteta 70 automobila.
- Bartol Kašić – trajekt kapaciteta 54 automobila.
- Mate Balota – trajekt kapaciteta 50 automobila.
- Hanibal Lucić – trajekt kapaciteta 35 automobila.
- Juraj Dalmatinac – trajekt kapaciteta 138 automobila.

## Brodovi i linije

### Katamarani
| brod         | godina izgradnje | godina početka plovidbe za Jadroliniju | trenutačno plovi na liniji                                                                            | broj putnika | dužina (m) | širina (m) | gaz (m) | najveća brzina (čvorava) |
| ------------ | ---------------- | -------------------------------------- | --- | ------------ | ---------- | ---------- | ------- | ------------------------ |
| HSC Adriana  | 1990.            | 1998.                                  | Rijeka                                                                                                | 356          | 40         | 10,1       | 1,3     | 36                       |
| HSC Dora     | 1989.            | 2015.                                  | Punat – remont                                                                                        | 350          | 41,9       | 7,6        |         | 28                       |
| HSC Dubravka | 1990.            | 2001.                                  | Kraljevica – remont                                                                                   | 306          | 41,6       | 11         | 1,4     | 32                       |
| HSC Jelena   | 2018.            | 2018.                                  | Jelsa – Bol – Split                                                                                   | 403          | 42,2       | 11,6       | 1,57    | 40                       |
| HSC Judita   | 1991.            | 2001.                                  | Punat – remont                                                                                        | 316          | 41,6       | 11         | 1,4     | 36                       |
| HSC Karolina | 1989.            | 2004.                                  | Split – Vis                                                                                           | 316          | 41,6       | 11         | 1,2     | 34                       |
| HSC Novalja  | 1991.            | 2004.                                  | Split – Hvar – Vela Luka – Ubli                                                                       | 324          | 41,6       | 11         | 1,2     | 34                       |
| HSC Olea     | 1981.            | 1994.                                  | Šibenik – Zlarin – Prvić Luka – Prvić Šepurine – Vodice                                               | 218          | 29         | 9          | 1,3     | 26                       |
| HSC Silba    | 1990.            | 1998.                                  | Zadar – Preko                                                                                         | 310          | 36,5       | 9,8        | 1,2     | 36                       |
| HSC Kata     | 2019.            | 2023.                                  | Zadar – Molat – Brgulje – Zapuntel – Ist                                                              | 317          | 39         |            |         | 29                       |
| HSC Danica   | 2019             | 2023.                                  | Brbinj – Božava – Zverinac – Sestrunj – Rivanj – Zadar i Zadar – Mali Iž – Veli Iž – Mala Rava – Rava | 317          | 39         |            |         | 29                       |
| HSC Ružica   | 2023.            | 2025.                                  | Mali Lošinj – Ilovik – Susak – Unije – Martinšćica – Cres – Rijeka                                    | 312          | 39         | 10         |         |                          |
| HSC Cvijeta  | 2023.            | 2025.                                  | Novalja – Rab – Rijeka                                                                                | 312          | 39         | 10         |         |                          |

### Trajekti
| brod                 | godina izgradnje | godina početka plovidbe za Jadroliniju | trenutačno plovi na liniji                         | broj putnika/automobila | dužina | širina      | gaz  | brzina |
| -------------------- | ---------------- | -------------------------------------- | -------------------------------------------------- | ----------------------- | ------ | ----------- | ---- | ------ |
| M/T Bartol Kašić     | 1989.            | 1989.                                  | Mali Lošinj – remont                               | 500/54                  | 65     | 16          | 3,2  | 13     |
| M/T Biokovo          | 2009.            | 2009.                                  | Split – Rogač                                      | 1200/138                | 87,6   | 17,5        | 2,4  | 13     |
| M/T Bol              | 2005.            | 2009.                                  | Brestova – Porozina                                | 600/176                 | 95,4   | 20          | 2,3  | 11,5   |
| M/T Brač             | 2014.            | 2014.                                  | Kraljevica – remont                                | 616/145                 | 99,8   | 17,5        | 2,4  | 12,5   |
| M/T Brestova         | 1985.            | 1999.                                  | Cres – ne plovi                                    | 338/70                  | 57,66  | 16,8        | 3,1  | 12,5   |
| M/T Cres             | 2005.            | 2005.                                  | Viktor Lenac – remont                              | 600/100                 | 87,6   | 17,5        | 2,4  | 11,5   |
| M/T Dalmacija        | 1993.            | 2024.                                  | Split – Stari Grad                                 | 1800/350                | 134,4  | (nepoznato) | 5,2  | 17     |
| M/T Faros            | 2009.            | 2020.                                  | Split – Stari Grad                                 | 1000/200                | 105    | 17,5        | 2,7  | 13     |
| M/T Hanibal Lucić    | 1993.            | 1994.                                  | Dubrovnik – Koločep – Lopud – Suđurađ              | 360/35                  | 49,92  | 12,8        | 3,1  | 12,5   |
| M/T Hrvat            | 2007.            | 2007.                                  | Split – Supetar                                    | 1200/138                | 87,6   | 17,5        | 2,4  | 13     |
| M/T Ilovik           | 2006.            | 2007.                                  | Mali Lošinj – remont                               | 500/170                 | 95,8   | 17,56       | 2,8  | 12     |
| M/T Jadran           | 2010.            | 2010.                                  | Supetar – Split                                    | 1200/138                | 87,6   | 17,5        | 2,4  | 13     |
| M/T Juraj Dalmatinac | 2007.            | 2007.                                  | Zadar – Brbinj                                     | 1200/138                | 87,6   | 17,5        | 2,4  | 13     |
| M/T Kijevo           | 1997.            | 1997.                                  | Biograd na Moru – Tkon                             | 150/36                  | 41,2   | 16          | 2,4  | 9,5    |
| M/T Korčula          | 2007.            | 2008.                                  | Split – Vela Luka – Uble                           | 700/170                 | 101,4  | 17,3        | 3,5  | 16     |
| M/T Kornati          | 2014.            | 2014.                                  | Valbiska – Merag                                   | 616/145                 | 99,8   | 17,5        | 2,4  | 12,5   |
| M/T Krk              | 2014.            | 2014.                                  | Prizna – Žigljen                                   | 616/145                 | 99,8   | 17,5        | 2,4  | 12,5   |
| M/T Laslovo          | 1997.            | 1997.                                  | Sućuraj – Drvenik                                  | 150/36                  | 41,2   | 16          | 2,4  | 9,5    |
| M/T Lastovo          | 1969.            | 1978.                                  | Mali Lošinj – istraga nesreće                      | 500/60                  | 72,7   | 13,67       | 3,6  | 17     |
| M/T Lošinj           | 2010.            | 2020.                                  | Viktor Lenac – remont                              | 600/140                 | 97,85  | 16          | 2,7  | 13     |
| M/T Lošinjanka       | 1971.            | 1971.                                  | Šibenik – Zlarin – Kaprije – Žirje                 | 200/25                  | 48     | 9           | 1,8  | 10,8   |
| M/T Marjan           | 2005.            | 2005.                                  | Split – Supetar                                    | 1200/130                | 87,6   | 17,5        | 2,4  | 12,3   |
| M/T Marko Polo       | 1973.            | 1988.                                  | Viktor Lenac – remont                              | 1000/270                | 128,13 | 19,62       | 5,73 | 21     |
| M/T Mate Balota      | 1988.            | 1988.                                  | Zadar –Veli Iž – Rava – Mala Rava                  | 440/50                  | 64,7   | 13,4        | 2,8  | 11     |
| M/T Mljet            | 2014.            | 2014.                                  | Valbiska – Merag                                   | 616/145                 | 99,8   | 17,5        | 2,4  | 12,5   |
| M/T Oliver           | 1997.            | 2023.                                  | Split – ne plovi                                   | 680/100                 | 108    | 17,5        | 4,4  | 18,5   |
| M/T Otok Pašman      | 2003.            | 2021.                                  | Sumartin – Makarska                                | 250/35                  | 42     | 15,3        |      |        |
| M/T Pelješčanka      | 1969.            | 1969.                                  | Trogir – Drvenik Mali – Drvenik Veli               | 200/25                  | 48     | 9           | 2,2  | 11,5   |
| M/T Petar Hektorović | 1989.            | 1999.                                  | Trogir – remont                                    | 1080/120                | 91,8   | 18          | 3,8  | 15,7   |
| M/T Sis              | 1974.            | 1997.                                  | Zadar – Ist – Olib – Silba – Premuda – Mali Lošinj | 700/70                  | 73,8   | 16,4        | 2,5  | 10,5   |
| M/T Ston             | 1997.            | 1997.                                  | Drvenik – Sućuraj                                  | 150/36                  | 41,2   | 16          | 2,4  | 9,5    |
| M/T Supetar          | 2004.            | 2004.                                  | Brestova – Porozina                                | 594/100                 | 87,6   | 17,5        | 2,4  | 11,5   |
| M/T Sveti Duje       | 2017.            | 2023.                                  | Kraljevica – remont                                | 1000/208                | 107    | 18          |      |        |
| M/T Sveti Juraj      | 1980.            | 1991.                                  | Trpanj – Ploče                                     | 300/45                  | 49,9   | 12,8        | 3,21 | 11     |
| M/T Sveti Krševan    | 2004.            | 2004.                                  | Orebić – Dominče                                   | 600/100                 | 87,6   | 17,5        | 2,4  | 11,5   |
| M/T Šoltanka         | 1971.            | 1971.                                  | Punat – remont                                     | 200/25                  | 48     | 9           | 1,9  | 11,5   |
| M/T Tin Ujević       | 2002.            | 2003.                                  | Split – Supetar                                    | 1000/200                | 98,93  | 17          | 2,7  | 14     |
| M/T Ugljan           | 2009.            | 2020.                                  | Zadar – Ošljak – Preko                             | 500/110                 | 102,2  | 18          | 3,9  | 11     |
| M/T Valun            | 1983.            | 1998.                                  | Prapratno – Sobra                                  | 730/80                  | 85     | 15,1        | 3,7  | 14,5   |
| M/T Vladimir Nazor   | 1986.            | 1986.                                  | Mali Lošinj – remont                               | 450/70                  | 87,5   | 14          | 3,01 | 12,5   |
| M/T Zadar            | 1993.            | 2004.                                  | Split – Vis                                        | 1025/280                | 116    | 18,9        | 5,2  | 17,5   |

### Putnički brodovi
| brod        | godina izgradnje | godina početka plovidbe za Jadroliniju | trenutačno plovi na liniji                               | broj putnika | dužina | širina | gaz  | brzina |
| ----------- | ---------------- | -------------------------------------- | -------------------------------------------------------- | ------------ | ------ | ------ | ---- | ------ |
| M/B Lara    | 1988.            | 1991.                                  | Šibenik – remont                                         | 250          | 37,6   | 6,36   | 1,71 | 12     |
| M/B Postira | 1963.            | 1963.                                  | Šibenik – ne plovi                                       | 380          | 44,6   | 8,1    | 2,9  | 12,2   |
| M/B Premuda | 1957.            | 1957.                                  | Dubrovnik – Lopud – Koločep – Suđurađ                    | 450          | 44,7   | 8,2    | 2,8  | 13     |
| M/B Unije   | 2004.            | 2023.                                  | Mali Lošinj – Vele Srakane – Unije – Susak – Mali Lošinj |              | 47     | 9      | 1,7  |        |

### Povučeni brodovi
| brod           | godina izgradnje | godina početka plovidbe za Jadroliniju | godina prodaje | stanje                                                |
| -------------- | ---------------- | -------------------------------------- | -------------- | ----------------------------------------------------- |
| HSC Vida       | 2011.            | 2016.                                  | 2025.          | Prodana u Norvešku.                                   |
| M/B Tijat      | 1955.            | 1955.                                  | 2023.          | Brodogradilište ISKRA – remont; u vlasništvu ŠKŽ      |
| M/T Istra      | 1965.            | 1981.                                  | 2010.          | Izrezan 2010. u Aliagi.                               |
| M/T Borik      | 1978.            | 1978.                                  | 2009.          | Prodan u Crnu Goru.                                   |
| M/T Ero        | 1931.            | 1971.                                  | 2009.          | Izrezan 2011. u Chioggiji.                            |
| M/T Vis        | 1965.            | 1976.                                  | 2011.          | Potonuo 8. siječnja 2015. godine 4 NM od Sao Felipea. |
| M/T Gradac     | 1955.            | 1972.                                  | 1994.          | Izrezan 1994. u Chioggiji.                            |
| M/T Novalja    | 1959.            | 1973.                                  | 2004.          | Izrezan 2011. u Aliagi.                               |
| M/B Perast     | 1962.            | 1962.                                  | 1991.          | Izrezan 2004. u Pločama.                              |
| M/B Porozina   | 1963.            | 1963.                                  | 1988.          | Izrezan 1988. u Svetome Kaji.                         |
| M/T Vanga      | 1968.            | 1985.                                  | 2010.          | Izrezan 2010. u Aliagi.                               |
| M/B Ozalj      | 1955.            | 1955.                                  | 2013.          | Prodan 2013. tvrtci Hoteli Pag d.o.o.                 |
| M/T Ilirija    | 1963.            | 1971.                                  | 1997.          | Izrezan 2006.u Aliagi.                                |
| M/T Ivan Zajc  | 1970.            | 1993.                                  | 2009.          | Plovi kao Asaba 2 za Maurico Shipping Ltd.            |
| HSC Mediteran  | 1978.            | 2003.                                  | 2014.          | Plovi kao Mala Sirena za Miatrade d.o.o.              |
| M/T Jazine     | 1978.            | 1978.                                  | 2014.          | Izrezan 2015. u Aliagi.                               |
| M/T Krčanka    | 1970.            | 1970.                                  | 2014.          | Pregrađuje se u plutajuće skladište.                  |
| M/T Božava     | 1966.            | 1993.                                  | 2010.          | Izrezana 2011. u Aliagi.                              |
| M/T Žigljen    | 1971.            | 1992.                                  | 2008.          | Plovi za Alveus Capital d.o.o.                        |
| M/T Slavija I  | 1963.            | 1976.                                  | 1998.          | Izrezana 2010. u Aliagi.                              |
| M/T Partizanka | 1964.            | 1976.                                  | 1996.          | Izrezan 2011. u Aliagi.                               |
| M/T Kalmar     | 1951.            | 1972.                                  | 1999.          | Izrezan 2004. u Reggio di Calabriji.                  |
| M/T Komiža     | 1963.            | 1972.                                  | 1997.          | U muzeju u Švedskoj.                                  |
| M/T Liburnija  | 1965.            | 1965.                                  | 2015.          | Izrezana 2015. u Aliagi.                              |
| M/T Sumartin   | 1954.            | 1965.                                  | 2001.          | U raspremi u Šibeniku.                                |
| M/T Klimno     | 1954.            | 1963.                                  | 1991.          | Izrezan 1997. u Šibeniku.                             |
| M/T Porozina   | 1971.            | 1993.                                  | 2015.          | Izrezana 2015. u Aliagi.                              |
| M/T Lubenice   | 1989.            | 1999.                                  | 2022.          | Izrezan 2022. u Aliagi.                               |
| M/T Prizna     | 1970.            | 1991.                                  | 2022.          | Plovi za ABM Tours iz Neviđana.                       |
| M/T Dubrovnik  | 1979.            | 1996.                                  | 2023.          | Prodan 2023. u Grčku.                                 |

## Galerija slika
- Zaštitni znak Jadrolinije
- Upravna zgrada Jadrolinije u Rijeci
- Petar Hektorović u luci Vis
- Trajekt Liburnija slikana kod Korčule
- Trajekt Zadar u luci Ancona
- Trajekt Lubenice u Meragu
- Trajekt Tin Ujević u Starom Gradu na Hvaru
- Brod Lara  na Ravi